# Национальное собрание Чехословацкой Республики (1920—1939)
Национальное собрание Чехословацкой Республики (чеш. Národní shromáždění republiky Československé, словац. Národné zhromaždenie republiky Československej) — высший законодательный орган в период Первой и Второй Чехословацкой республики (1920—1939). Состояло из двух палат: Палаты депутатов (300 мест) и Сената (150 мест).

## История
Состав Национального собрания Чехословацкой Республики был определен впервые на парламентских выборах 1920 года, завершивших деятельность предыдущего Революционное национальное собрание Чехословакии. Позднее выборы проходили в 1925, 1929 и 1935. Кроме того, в 1924 году прошли дополнительные выборы в парламент Чехословацкой Республики на территории Подкарпатской Руси, на которых Национальное собрание пополнилось представителями этой самой восточной части Чехословакии (в 1925, 1929, 1935 годах выборы на территории Подкарпатской Руси происходили одномоментно с остальной частью страны). Конституция также изначально предусматривала создание Законодательного собрания Подкарпатской Руси, но во времена Первой республики этого не произошло. Только после усиления автономистских тенденций в восточных частях страны в конце 1930-х годов и создания Второй Республики, об этом снова стали думать, но был создан только Сейм Словацкой земли.
После Мюнхенского соглашения и создания Второй республики деятельность Национального собрания формально продолжалась, хотя и со значительными изменениями. В частности, произошла массовая потеря мандатов в парламенте и сенате для тех представителей, которые проживали на территориях, отошедших к другим государствам. С другой стороны, мандаты некоторых представителей были отменены (некоторые члены КПЧ). Другие изменения были связаны с частичной трансформацией политической системы от представительной либеральной к авторитарной демократии. Последнее заседание Палаты депутатов состоялось 16 декабря 1938 года, а последнее заседание Сената  состоялось 17 декабря. Формально деятельность обеих палат собрания прекратилась после создания Протектората Богемии и Моравии и Словакии в марте 1939 года.

## Руководство собрания

### Председатели Палаты депутатов
- Франтишек Томашек (1920—1925);
- Ян Малипетр (1925—1932);
- Франтишек Станек (1932—1935);
- Богумир Брадач (1935);
- Ян Малипетр (1935—1939);

### Председатели Сената
- Цирил Горачек (1920);
- Карел Прашек (1920—1924);
- Вацлав Донат (1924—1926);
- Вацлав Клофач (1926);
- Морич Грубан (1926—1929);
- Франтишек Соукуп (1929—1939);